# Frieder Käsmann
Frieder Käsmann (* 1954 in Trier) ist ein deutscher Dokumentarfilmer, Autor und Regisseur. Er arbeitet seit 1985 als freier Filmemacher für den Bayerischen Rundfunk und andere Fernsehanstalten (ARTE, ORF), für die er bisher mehr als 70 Dokumentationen realisiert hat.

## Leben
Frieder Käsmann studierte an der Ludwig-Maximilians-Universität in München Theaterwissenschaft, Psycholinguistik und Kommunikationswissenschaft. Nach Abschluss des Studiums (M.A.) arbeitete er als Reprofotograf und Fotosetzer in einer Werbeagentur, als LKW-Fahrer und Straßenmusiker. Seit 1985 ist er für den Bayerischen Rundfunk und andere Rundfunkanstalten (u. a. Arte und ORF) tätig.
Zunächst befasste sich Käsmann in seiner Arbeit hauptsächlich mit Theater, Ballett und Architektur. Seit Mitte der 1990er-Jahre folgten Kulturdokumentationen über den Iran, die USA, Rumänien, Italien, Griechenland und Österreich. Seit 2005 realisiert Käsmann darüber hinaus Filme zu Land und Leuten in Bayern, zunehmend auch zum Thema zeitgenössische Architektur. Ab 2022 arbeitet er auch als Dozent und Kursleiter an der Volkshochschule München. Er lebt mit seiner Frau in München und ist Vater von drei Töchtern.